# قناة مانشستر الملاحية

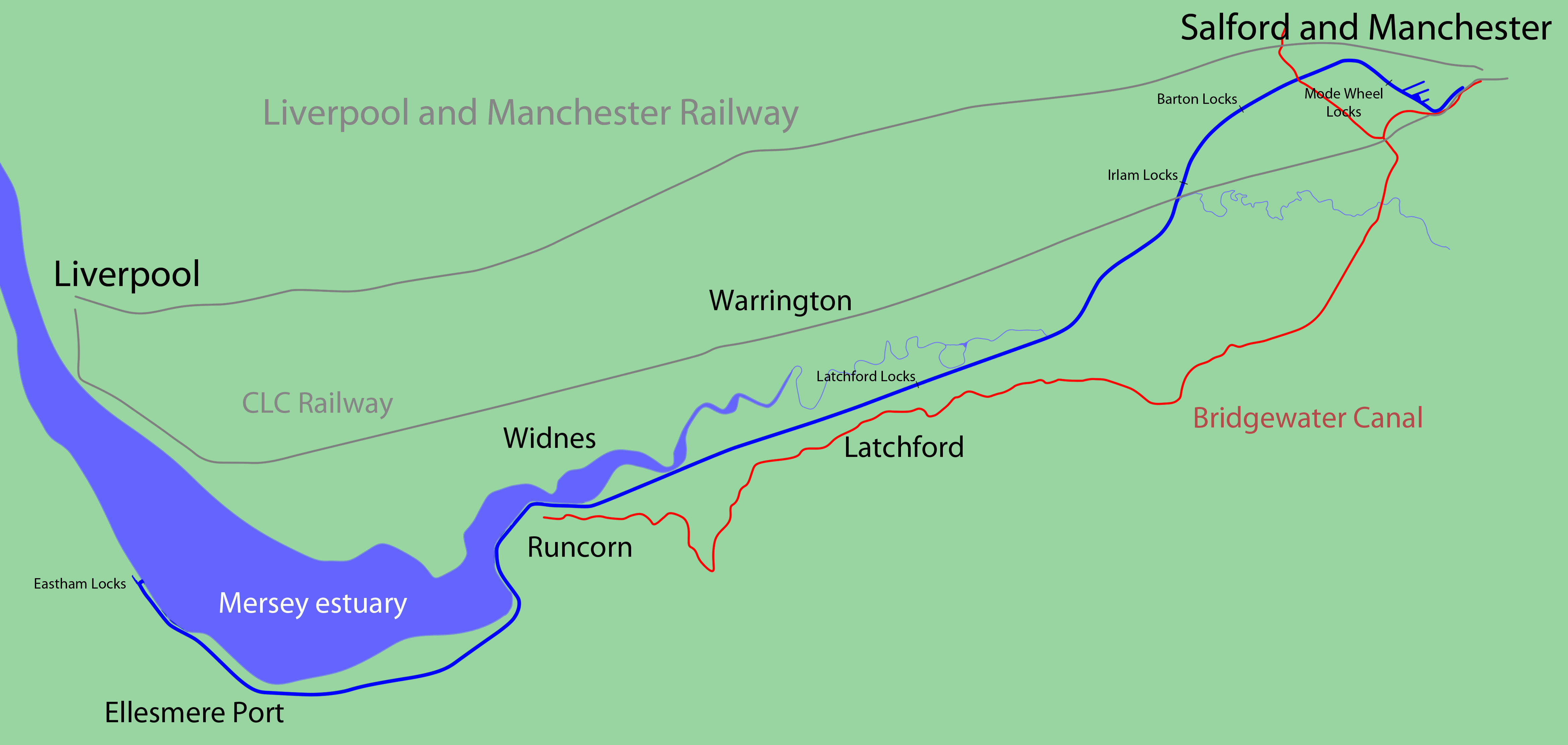
خارطة توضح مسار القناة.

قناة مانشستر الملاحية هي قناة تربط مانشستر بخليج مرزي. افتتحت في الأول من كانون الثاني عام 1894 م. يبلغ طولها 57 كيلومترا.